# Curva di esperienza
In diverse situazioni si può ritenere che una rapida riduzione dei costi, in particolare di quelli diretti, possa accelerare il passaggio del prodotto dalla fase di introduzione a quella caratterizzata da domanda elevata. Mediante la curva di apprendimento si può osservare come i costi diretti per unità di prodotto varino con il volume cumulato della produzione; talora, su una scala doppiologaritmica, si può ottenere una successione di valori bene interpolabile linearmente. Un altro elementare strumento associabile al ciclo di vita è la curva di esperienza, che permette di seguire l'evolversi del costo totale unitario in relazione al volume cumulato della produzione. Al costo totale unitario si potrebbe sostituire il prezzo; ma le due grandezze non seguono sempre la stessa dinamica, soprattutto quando le relazioni tra i concorrenti non siano stabili.

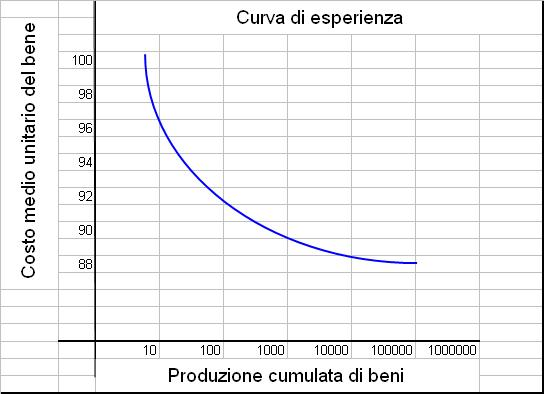
Una curva di esperienza

Negli studi di strategia aziendale, la curva di esperienza è la rappresentazione grafica della relazione che lega l'andamento del costo medio unitario del bene prodotto al volume di produzione cumulata.
È stato dimostrato che all'aumentare del volume di produzione cumulata il costo medio del bene prodotto diminuisce, e tale diminuzione è legata al più alto livello di efficienza della produzione per effetto dell'esperienza.
In scala logaritmica la curva di esperienza diventa una linea retta.
Il BCG, ovvero il Boston Consulting Group, osservò una regolarità nella riduzione dei costi (e dei prezzi) associata all'incremento della produzione cumulata. Al raddoppiare di quest'ultima, corrispondeva una diminuzione dei costi unitari (e anche dei prezzi) compresa tra il 20 e il 30%. Si può così formulare la seguente legge dell'esperienza: "Il costo unitario del valore aggiunto di un prodotto standardizzato si riduce secondo una percentuale costante (di solito il 20-30%) ogni volta che la produzione cumulata raddoppia".
Il costo unitario del valore aggiunto è dato dal costo totale per unità di produzione meno il costo dei componenti e dei materiali di approvvigionamento per unità di produzione.